# Lee Min-jae
Lee Min-jae (kor. 이민재; ur. 21 stycznia 2000) – południowokoreański aktor.

## Filmografia

### Seriale
| Rok  | Tytuł                  | Rola              | Źr.    |
| ---- | ---------------------- | ----------------- | ------ |
| 2020 | Train                  | młody Seo Do-won  | [ 3 ]  |
| 2020 | Homemade Love Story    | młody Woo Jung-ho | [ 4 ]  |
| 2021 | Bossam: Steal the Fate | książę Neung-yang | [ 5 ]  |
| 2022 | Ulotna miłość          | Eden              | [ 6 ]  |
| 2022 | Hunted                 | Hyun-min          | [ 7 ]  |
| 2022 | Zamiana żyć            | Kwon Min-ho       | [ 8 ]  |
| 2022 | Cheer Up               | Do Jae-yi         | [ 9 ]  |
| 2022 | Dylemat wagonika       | Jin Seung-ho      | [ 10 ] |
| 2023 | Szybki kurs miłości    | Seo Geon-hoo      | [ 11 ] |
| 2024 | Hide                   | Do Jin-woo        | [ 12 ] |
| 2025 | Kick Kick Kick Kick    | Lee Min-jae       | [ 13 ] |
| 2025 | Weak Hero Class 2      | Go Hyun-tak       | [ 14 ] |